# Zeno Clash
Zeno Clash es un videojuego para PC desarrollado por ACE Team, un estudio independiente para el desarrollo de software de entretenimiento ubicado en Santiago, Chile. El juego es de acción y aventura en primera persona en un mundo fantástico.

## Jugabilidad

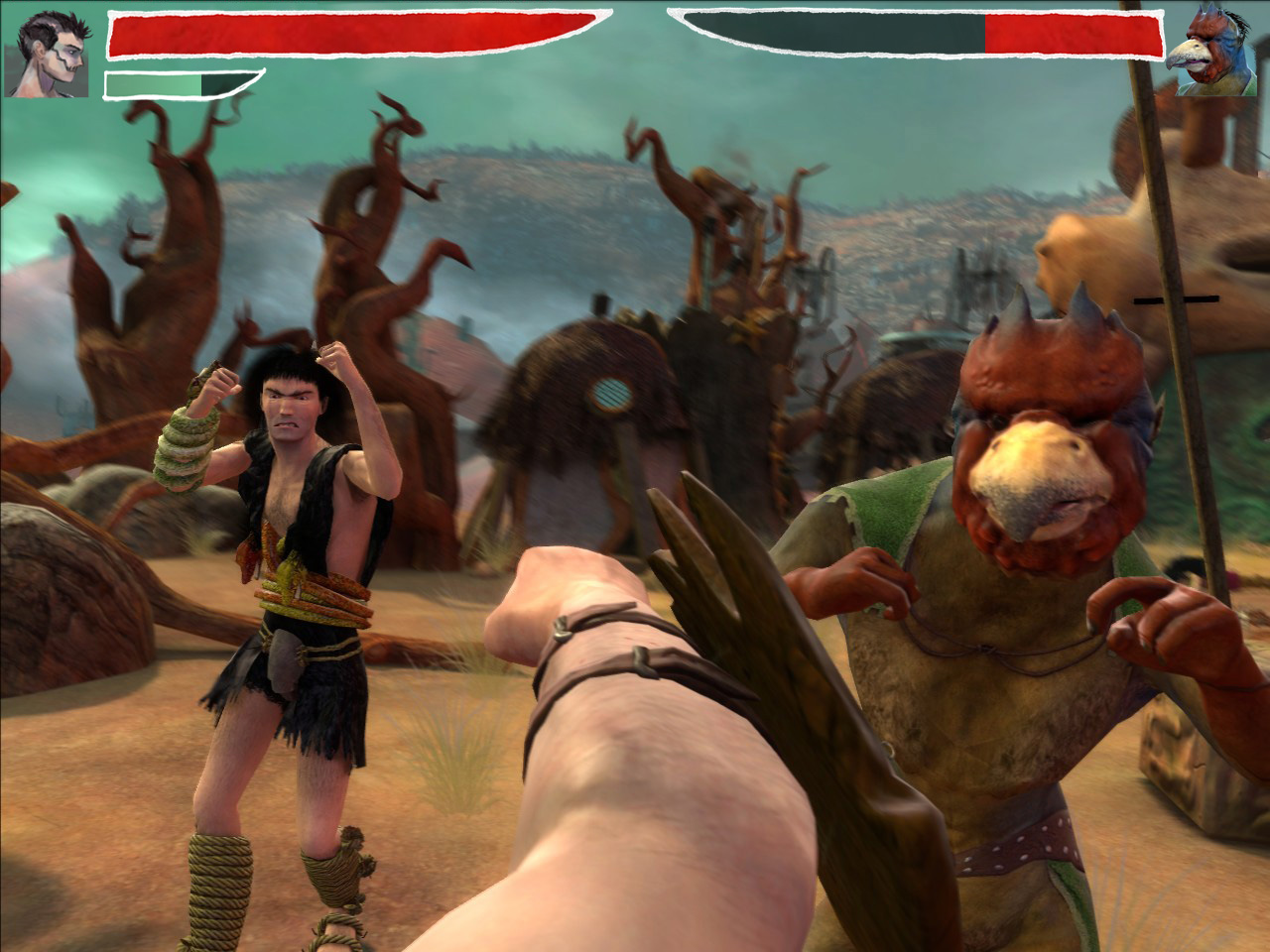
Captura de pantalla de Zeno Clash.

Zeno Clash es un juego de lucha en primera persona mezclado con elementos de Juego de disparos en primera persona. La jugabilidad se centra básicamente en combates cuerpo a cuerpo mezclado con el uso ocasional de armas a distancia. En una entrevista los desarrolladores dijeron que el juego es como "Dark Messiah conoce a Double Dragon", citando que se han inspirado en muchos aspectos de los juegos de lucha como por ejemplo que aparezca una pantalla de versus con los combatientes antes de que se inicie el combate.
Aparte de un modo historia para un jugador, el juego incluye un modo desafío que permite al jugador ir peleando contra enemigos mientras va escalando una torre. Los resultados se almacenan en Steam cada vez que el jugador vence a los enemigos de esa planta y luego pueden ser comparados con los de nuestros amigos en línea.
El 26 de junio de 2009 se lanzó contenido descargable de manera gratuita llamado “The Pit” con 3 nuevos niveles para el modo desafío.

## Análisis
El juego tiene una nota media de 77 en Metacritic.

## Piratería
Zeno Clash adquirió cierta notoriedad por la reacción de sus desarrolladores a la piratería. En muchas páginas web de descargas de BitTorrent, el miembro de ACE Team Carlos Bordeu puso comentarios diciendo que su equipo no pensaba impedir la piratería del juego, pero instaba a los usuarios de esas páginas que se compraran el juego si lo habían disfrutado.

## Secuela
El 19 de mayo de 2009, los desarrolladores anunciaron que estaban trabajando en una secuela del juego. El protagonista será el mismo de la primera parte y también incluirá a otros personajes de la primera parte (como Padre-Madre o Golem) así como nuevos personajes. Finalmente Zeno Clash II salió a la venta para PlayStation 3, Xbox 360 y PC en el año 2013.